# Мамай-Маджарский Воскресенский монастырь
Мамай-Маджарский монастырь (Мамай-Маджарский Воскресенский) — общежительный мужской монастырь в окрестностях города Святого Креста (на территории современного города Будённовска в Ставропольском крае). Ныне не существует.

## Идея основания
Идея основания монастыря принадлежала епископу Кавказскому и Екатеринодарскому Герману в ознаменование избавления от гибели Александра II при покушении на него народовольцев во главе с Софьей Перовской 2 апреля 1879 года. Для поиска места под обитель, в июне 1879 года Герман направил иеромонаха архиерейского дома отца Рувима, который осмотрел район древнего городища Маджары, а также часовню на том месте, где одну ночь находилось тело замученного в Золотой Орде великого князя Михаила Тверского, направляемого в Россию для погребения. Отец Рувим изложил епископу Герману свои следующие соображения:

Учреждение православного монастыря у древних Мамайских Маджар на месте, освящённом кровью благородного князя-мученика, в воспоминание чудесного избавления Его величества от угрожающей опасности, послужило бы одним из лучших средств к упрочению и распространению православной веры и народности в окрестных степях, обитаемых иногородцами и иноверцами.

## Начало строительства
В 1882 году Ставропольское братство св. Андрея Первозванного начало строительство монастыря, предназначавшегося для миссионерских целей ввиду нахождения его вблизи калмыцких кочевьев. Как сообщал обер-прокурор Святейшего Синода в своём отчёте за 1882 год: «Братство св. Андрея Первозванного снабдило в отчётном году книгами и брошюрами религиозно-нравственного содержания (до 400 экз.) устрояемый близ заштатного города Св. Креста и около развалин татарского города Мамайские Маджары Воскресенский монастырь».
27 июня 1884 года епископ Герман направил в Синод рапорт «об учреждении общежительного мужского монастыря и об укреплении за сим монастырём земли».
20 декабря 1884 года состоялось решение Синода об учреждении обители в Ставропольской губернии Новогригорьевского уезда «с наименованием этого монастыря Воскресенским, и с тем, чтобы монастырь имел такое число братии, какое обитель может содержать на свои средства».

## Обитель при первом настоятеле
Появление нового монастыря нашло горячий отклик среди христианского (в том числе иноверческого) населения Ставропольской губернии и за её пределами. Армянское общество города Святого Креста приняло решение отвести под устройство монастыря 50 десятин земли. Были также отведено 1305 десятин казённой земли с лугами и рощами. Со всех уголков Ставропольской губернии стали поступать пожертвования на нужды новой обители. Дарили деньги в золоте, серебре и ассигнациями, изделия из драгоценных металлов, иконы, колокола, церковную утварь и книги. В дар монастырю передавались земельные участки, фруктовые сады и виноградники, луга и рощи, зерно и скот, лес, камень.
При первом настоятеле обители иеромонахе Рувиме на левом берегу реки Кума были построены:
- небольшой деревянный храм во имя Воскресения Христова, устроенный спешно под горой
- в 1885 году возведён кирпичный храм с двумя престолами, из которых главный был назначен во имя благоверного князя Михаила Тверского. Средства на строительство были собраны посредством сбора и личных пожертвований. Колокольни при храме не имелось, колокола были подвешены на каменных столбах.
- корпус с кельями
- хозяйственные постройки

## Обитель при втором настоятеле

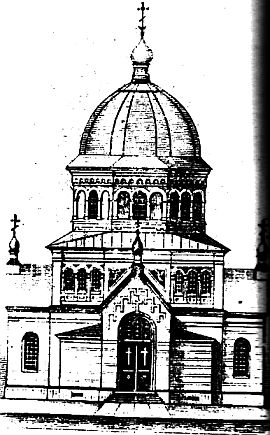
Западные врата соборного храма в честь Преображения Господня, (проект, 1888 год)

При втором настоятеле обители иеромонахе Никоне в июле 1888 года состоялся перенос из Твери в Воскресенский монастырь иконы Михаила Тверского с частицей его мощей.
Также было принято решение о постройке храма Преображения Господня. Проект стоимостью 200 тысяч рублей серебром был разработан ставропольским архитектором Н.Марченко и представлял собой гармоничное сочетание готического и византийского архитектурных стилей. Строительство заняло около 12 лет. 1 марта 1900 года, по личному распоряжению Ставропольского генерал-губернатора Н. Никифораки, храм был осмотрен архитектором Григорием Кусковым, который составил описание:

Храм (…) сложен из жжёного кирпича пополам с камнем-ракушечником, высотой в 60 аршин. Внутри храм производит чрезвычайно приятное впечатление своей законченностью и соразмерностью всех частей, обилием света, отсутствием каких-либо заграждений в форме полонов, препятствующих молящимся видеть алтарную часть. Арки и колонны, на которых покоится главный купол весом 21750 пудов, легки и эффектны. Размеры храма от западных врат до восточной алтарной стены 44 аршин, от южных дверей до северных — 34. Кроме того, немало места для молящихся на хорах, которые представляют ту особенность, что устроены они не в трапезной части, а расположены при основании главного купола, почти на одном уровне с высотой иконостаса. С хоров хорошо виден весь алтарь, а из окон открывается чудесный вид на окрестности.
В одном из двух приделов собора находились икона святого благоверного князя Михаила Тверского с частицей его мощей, привлекавшие в обитель богомольцев со всей России. Для удобства молящихся и священнослужителей, храм обогревался в холодное время года, для чего в подвалах храма были установлены, современные на то время, два калорифера системы Креля. Имелись также изразцовые голландские печи. На южной стороне собора находилась звонница с двумя стопудовыми колоколами.

## Монастырь в последний период своего существования

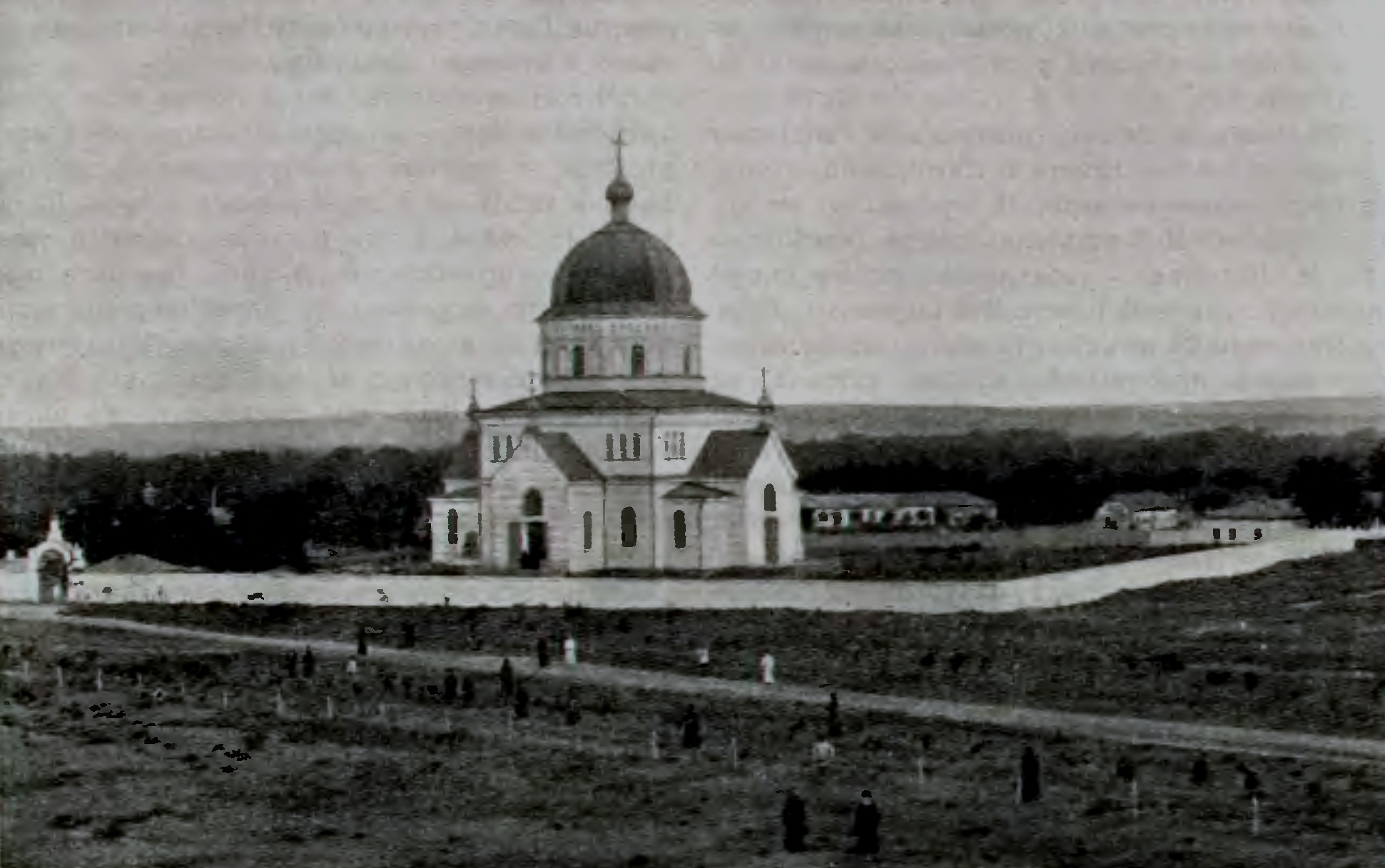
Фотография монастыря из журнала «Русскій паломникъ» № 11, 12 марта 1906 года

Заботами последующих настоятелей — иеромонаха Иннокентия и игумена Геннадия на территории обители были возведены:
- Настоятельский корпус
- 6 новых каменных корпусов для братии
- Дом для посетителей и гостиница
- Больница
- Церковно-приходская школа

Монастырь в то время владел 1655 десятинами земли, имел 80 монахов и послушников. Силами братии велось обширное монастырское хозяйство: кирпичный и винодельный заводы, мельница, сапожная и столярная мастерские. Содержались конюшни, амбары, базы. Имелись сады, виноградники, огороды и бахчи.
Общий вид Мамай-Маджарского Воскресенского монастыря того времени красочно изображён на хромолитографии Е. И. Фесенко, отпечатанной в Одессе с разрешения Цензора Санкт-Петербургского Духовного Цензурного Комитета архимандрита Климента, подписанного 24 марта 1898 года.
В середине 1920-х годов в связи с антирелигиозной политикой Советской власти, монастырское хозяйство стало постепенно приходить в упадок. Монастырская служба насчитывала менее двух десятков человек. В начале 1930-х годов Преображенский собор был разобран на кирпичи, из которых затем был построен первый корпус будущей районной больницы города Будённовска. Монастырь прекратил своё существование.

## Владения монастыря за его пределами
По сообщению «Ведомостей о Воскресенском Мамай-Маджарском монастыре Ставропольской епархии за 1916 год» обители принадлежало несколько построек за его пределами:
- кирпичный храм во имя святителя Николая без колокольни в посёлке Сухая Буйвола. Построен в 1906 г. на средства монастыря.
- кирпичный храм во имя Казанской иконы Божией Матери без колокольни между сёлами Степное и Соломенка. Построен в 1911 г. на земле, пожертвованной вдовой Февронией Феодоровной Должик, строительство произведено на средства монастыря.
- часовня в селе Отказном при роднике «Топчиев Кладезь», почитающемся святым. Источник существует до сих пор. В настоящее время рядом с ним построена современная часовня в честь святителя Николая Чудотворца.

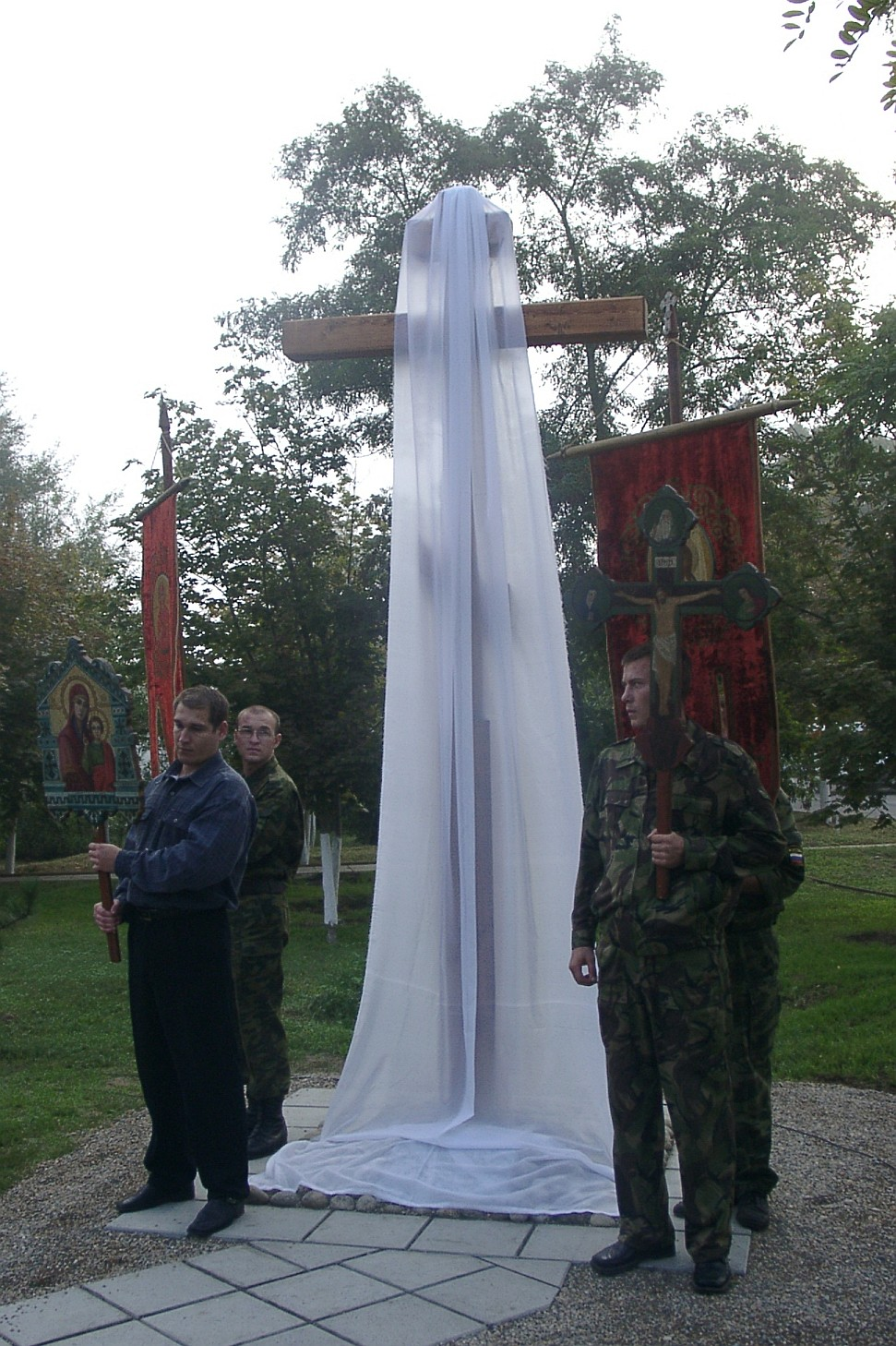
Открытие памятного креста 14 сентября 2002 года

## Уцелевшие постройки
По данным местных архивов, единственное здание, сохранившееся от монастыря до наших дней, является также и первым храмовым зданием, которое было построено в начале основания обители. Небольшой деревянный храм во имя Воскресения Христова к концу XIX века был перестроен. Как сообщает «Опись» корпусов за 1896 г.: «корпус в 2 этажа устроен на месте первоначальной церкви, во имя Воскресения Христова…, содержит в себе 15 помещений и занимает 40 кв. сажень». Сегодня бывший корпус монастыря является лабораторным отделением центральной больницы города Будённовска.

## Современные памятники
В 1996 году к годовщине террористического акта в Будённовске, на месте бывшего Воскресенского монастыря открыта часовня-памятник во имя иконы Божией Матери «Всех скорбящих Радость», а в 2002 году на месте предполагаемого нахождения караван-сарая, где произошло чудесное явление над телом святого князя Михаила Тверского, был поставлен памятный деревянный крест.